# 台灣菊石
高加索溝葉菊石台灣亞種（學名：Holcophylloceras caucasicum taiwanum），又名台灣菊石、台灣溝葉菊石，是生存在早白堊世海洋中的菊石。化石在北港出土。